# Galileo (cavallo)
Galileo è stato un cavallo da corsa, nato in Irlanda nel 1998 e morto nel 2021, figlio di Sadler's Wells (discendente diretto di Nearco) e di Urban Sea, vincitrice nel 1993 del Prix de l'Arc de triomphe.

## Carriera agonistica
Galileo fece uno spettacolare debutto in Irlanda, a due anni,  aggiudicandosi la prima gara per 14 lunghezze, anche se questa sarà la sola competizione cui parteciperà quell'anno.
Nel 2001 fa un rientro vittorioso nel Ballysax Stakes e poi conquistando il Derrinstown Stud Derby Trial.
Confermerà di essere il numéro 1 della sua generazione con una brillante ed annunciata vittoria nel Derby d'Epsom, bissata nell'Irish Derby, conquistati entrambi con grande distacco, a questo punto era naturale che il cavallo venisse diretto verso il King George dove avrebbe dovuto affrontare uno dei migliori cavalli del periodo: Fantastic Light, vincitore dell' Emirates World Series l'anno precedente. La sua vittoria, per 2 lunghezze, prova definitivamente che si tratta di uno dei più forti cavalli degli ultimi anni. Si tratta però dell'apice della sua carriera, Fantastic Light prende la rivincita sui 2000 m dell' Irish Champion Stakes, vincendo di una testa dopo una lotta straordinaria. Galileo deve assaggiare per la prima volta il gusto della sconfitta. Alla fine del 2001, anziché prendere parte ad un Prix de l'Arc de triomphe che lo reclamava, viene inviato, dal suo entourage, negli Stati Uniti per tentare la sorte nella Breeders' Cup Classic, su un percorso probabilmente non adatto alle caratteristiche del cavallo, che viene sconfitto appannando un po' l'alone di grande campione.
Nonostante ciò Galileo verrà comunque eletto miglior cavallo dell'anno in Europa, per la categoria dei 3 anni.
A questo punto Galileo verrà ritirato dalle competizioni iniziando la carriera di stallone.

## Carriera come Stallone
Installato a Coolmore, in Irlanda (anche se ultimamente ha montato anche in Australia), Galileo giustifica rapidamente le attese, confermandosi ben presto come un eccezionale stallone, al punto di diventare il più caro al mondo, infatti il prezzo di una sua monta cresce dai 60000 € del 2003  ai 150000 € nel 2007.
Il suo valore come riproduttore è stato consacrato dal fatto di aver piazzato tre suoi figli sul podio dell'Irish Derby del 2014, e quattro tra i primi cinque del Derby d'Epsom 2013, e dall'essere in testa alla Lista degli stalloni in Inghilterra ed Irlanda ininterrottamente dal 2008 al 2014. (con la sola eccezione del 2009 in cui venne superato da Danehill Dancer).

### Migliori discendenti
I figli di Galileo diventano subito oggetto di desiderio da parte degli appassionati, cosicché il loro valore raggiunge vette mai viste precedentemente, per esempio uno yearling (animale di un anno) venduto per 6,2 milioni di euro nel 2013.
All'Ottobre 2014, Galileo aveva generato 176 vincitori di importanti competizioni.
Tra gli altri egli è il padre di Frankel, considerato come uno dei più grandi campioni della storia ippica.

Tra i suoi migliori prodotti citiamo (indicando le maggiori competizioni conquistate): 
- New Approach : Derby d'Epsom, National Stakes, Dewhurst Stakes, Irish Champion Stakes
- Australia : Derby d'Epsom, Irish Derby, International Stakes, terzo nel 2000 Guinées
- Frankel : 2000 Guineas, St James Palace Stakes, Sussex Stakes, Queen Elizabeth II Stakes, Queen Anne Stakes, Champion Stakes
- Rip Van Winkle : Sussex Stakes, Queen Elizabeth II Stakes, International Stakes
- Golden Lilac : Prix de Diane, Poule d'Essai des Pouliches, Prix d'Ispahan
- Misty For Me : Moyglare Stud Stakes, Prix Marcel Boussac, 1.000 Guinées Irlandaises, Pretty Polly Stakes
- Red Rocks : Breeders' Cup Turf, Man o'War Stakes
- Lush Lashes : Coronation Stakes, Yorkshire Oaks, Matron Stakes
- Cape Blanco : Irish Derby, Irish Champion Stakes, Man O'War Stakes, Arlington Million, Joe Hirsch Turf Classic Invitational Stakes
- Gleneagles : 2000 Guinées, National Stakes
- Soldier of Fortune : Irish Derby, Coronation Cup
- Ruler of the World : Derby d'Epsom
- Nathaniel : King George VI and Queen Elizabeth Diamond Stakes, Eclipse Stakes
- Intello : Prix du Jockey Club, terzo nel 2013 al Prix de l'Arc de Triomphe, Jacques Le Marois, Poule d'Essai des Poulains.
- Sixties Icon : St. Leger Stakes
- Nightime : 1.000 Guinées Irlandaises
- Magician : 2.000 Guinées Irlandaises, Breeders' Cup Turf
- Teofilo : Dewhurst Stakes, National Stakes
- Kyprios : Ascot Gold Cup, Goodwod Cup, Iris St Leger, Prix du Cadran
- Allegretto : Prix Royal Oak
- Treasure Beach : Irish Derby, Secretariat Stakes
- Alandi : Irish St Leger, Prix du Cadran
- Galikova : Prix Vermeille, seconda al Prix de Diane
- Sans Frontières : Irish St Leger
- Tuesday : Oaks, Breeders' cup filly and mare turf
- Igugu : prima puledra a vincere la Tripla corona sud-africana.

## Pedigree
Pedigree di Galileo
| Padre Sadler's Wells | Nonno Northern Dancer | - Nearctic - Natalma                  |
| Padre Sadler's Wells | Nonna Fairy Bridge    | - Bold Reason - Special               |
| Madre Urban Sea      | Nonno Miswaki         | - Mr. Prospector - Hopespringseternal |
| Madre Urban Sea      | Nonna Allegretta      | - Lombard - Anatevka                  |